# Necraphidium zoophilum
Necraphidium zoophilum är en svampart som först beskrevs av Sacc. & Trotter, och fick sitt nu gällande namn av Raffaele Ciferri 1951. Necraphidium zoophilum ingår i släktet Necraphidium, divisionen sporsäcksvampar och riket svampar.   Inga underarter finns listade i Catalogue of Life.